# Onthophagus tridens
Onthophagus tridens är en skalbaggsart som beskrevs av Fabricius 1781. Onthophagus tridens ingår i släktet Onthophagus och familjen bladhorningar. Inga underarter finns listade i Catalogue of Life.